# Senatori della Carolina del Nord
La Carolina del Nord elegge senatori di classe 2 e 3. Gli attuali senatori sono i repubblicani Thom Tillis e Richard Burr.
La Carolina del Nord è entrata a far parte dell'unione, ratificando la costituzione, il 21 novembre 1789 dopo l'inizio del 1º Congresso, ma elesse i propri senatori solo a partire dal 27 novembre successivo. Fu sospesa dall'Unione durante la guerra di secessione dall'11 luglio 1861 al 14 luglio 1868.
Lo stato è stato a lungo una roccaforte democratica, come molti stati del sud, ma dal 1970 è diventato uno degli stati con le elezioni più contese, anche se è quasi sempre stato rappresentato da due senatori del Partito Repubblicano.

## Elenco

### Classe 2
| N.      | Foto    | Senatore              | Partito                                             | Carica           | Carica           | Congresso                                                                        | Mandati                       | Elezioni |
| N.      | Foto    | Senatore              | Partito                                             | Inizio           | Termine          | Congresso                                                                        | Mandati                       | Elezioni |
| ------- | ------- | --------------------- | --------------------------------------------------- | ---------------- | ---------------- | -------------------------------------------------------------------------------- | ----------------------------- | --- |
| 1       |         | Samuel Johnston       | Pro-amministrazione                                 | 27 novembre 1789 | 3 marzo 1793     | 1 · 2                                                                            | 1                             | 1789 Perse la rielezione |
| 2       |         | Alexander Martin      | Anti- Amministrazione poi Democratico- Repubblicano | 4 marzo 1793     | 3 marzo 1799     | 3 · 4 · 5                                                                        | 1                             | 1792 Perse la rielezione |
| 3       |         | Jesse Franklin        | Democratico- Repubblicano                           | 4 marzo 1799     | 3 marzo 1805     | 6 · 7 · 8                                                                        | 1                             | Eletto nel 1799 Perse la rielezione                                                                                              |
| Vacante | Vacante | Vacante               | Vacante                                             | 4 marzo 1805     | 22 dicembre 1805 | 9                                                                                |                               | |
| 4       |         | James Turner          | Democratico- Repubblicano                           | 22 dicembre 1805 | 21 novembre 1816 | 9 · 10 · 11 · 12 · 13 · 14                                                       | 1 1⁄2                         | 1805 · 1810 Dimessosi |
| Vacante | Vacante | Vacante               | Vacante                                             | 21 novembre 1816 | 4 dicembre 1816  | 14                                                                               |                               | |
| 5       |         | Montfort Stokes       | Democratico- Repubblicano                           | 4 dicembre 1816  | 3 marzo 1823     | 14 · 15 · 16 · 17                                                                | 1 1⁄2                         | Eletto per terminare il mandato · 1816 Perse la rielezione                                                                       |
| 6       |         | John Branch           | Democratico- Repubblicano poi Jacksoniano           | 4 marzo 1823     | 9 marzo 1829     | 18 · 19 · 20 · 21                                                                | 1 1⁄2                         | 1822 · 1828 Dimessosi per diventare Segretario alla marina                                                                       |
| Vacante | Vacante | Vacante               | Vacante                                             | 9 marzo 1829     | 9 dicembre 1829  | 21                                                                               |                               | |
| 7       |         | Bedford Brown         | Jacksoniano poi Democratico                         | 9 dicembre 1829  | 16 novembre 1840 | 21 · 22 · 23 · 24 · 25 · 26                                                      | 1 1⁄2                         | Eletto per terminare il mandato · 1835 Dimessosi per contrasti con l'Assemblea                                                   |
| Vacante | Vacante | Vacante               | Vacante                                             | 16 novembre 1840 | 25 novembre 1840 | 26                                                                               |                               | |
| 8       |         | Willie Mangum         | Whig                                                | 25 novembre 1840 | 3 marzo 1853     | 27 · 28 · 29 · 30 · 31 · 32                                                      | 2 1⁄2                         | Eletto per terminare il mandato · 1841 · 1847 Perse la rielezione                                                                |
| Vacante | Vacante | Vacante               | Vacante                                             | 4 marzo 1853     | 6 dicembre 1854  | 33                                                                               |                               | |
| 9       |         | David Reid            | Democratico                                         | 6 dicembre 1854  | 3 marzo 1859     | 34 · 35                                                                          | 1⁄2                           | 1854 |
| 10      |         | Thomas Bragg          | Democratico                                         | 4 marzo 1859     | 8 marzo 1861     | 36 · 37                                                                          | 2                             | 1856 · 1858 Dimessosi e poi espulso per aver supportato gli Stati Confederati                                                    |
| Vacante | Vacante | Vacante               | Vacante                                             | 8 marzo 1861     | 14 luglio 1888   | 38 · 39                                                                          | Guerra civile e Ricostruzione | Guerra civile e Ricostruzione |
| 11      |         | Joseph Abbott         | Repubblicano                                        | 14 luglio 1868   | 3 marzo 1871     | 40 · 41                                                                          | 1 1⁄2                         | Eletto per completare il mandato al momento della riammissione · Non ottenne la ricandidatura                                    |
| Vacante | Vacante | Vacante               | Vacante                                             | 4 marzo 1871     | 30 gennaio 1872  | 42                                                                               |                               | |
| 12      |         | Matt W. Ransom        | Democratico                                         | 30 gennaio 1972  | 3 marzo 1895     | 43 · 44 · 45 · 46 · 47 · 48 · 49 · 50 · 51 · 52 · 53                             | 3 1⁄2                         | 1872 · 1876 · 1883 · 1889 · Perse la rielezione                                                                                  |
| 13      |         | Marion Butler         | Populista                                           | 4 marzo 1895     | 3 marzo 1901     | 54 · 55 · 56                                                                     | 1                             | Eletto nel 1894 Perse la rielezione                                                                                              |
| 14      |         | Furnifold M. Simmons  | Democratico                                         | 4 marzo 1901     | 3 marzo 1931     | 57 · 58 · 59 · 60 · 61 · 62 · 63 · 64 · 65 · 66 · 67 · 68 · 69 · 70 · 71         | 5                             | 1901 · 1907 · 1913 · 1918 · 1924 Non ottenne la ricandidatura                                                                    |
| 15      |         | Josiah Bailey         | Democratico                                         | 4 marzo 1931     | 15 dicembre 1946 | 72 · 73 · 74 · 75 · 76 · 77 · 78 · 79                                            | 2 1⁄2                         | 1930 · 1936 · 1942 Deceduto |
| Vacante | Vacante | Vacante               | Vacante                                             | 15 dicembre 1946 | 18 dicembre 1946 | 79                                                                               |                               | |
| 16      |         | William B. Umstead    | Democratico                                         | 18 dicembre 1946 | 30 dicembre 1948 | 79 · 80                                                                          | 1⁄2                           | Nominato per continuare il mandato di Bailey Perse l'elezione per terminare il mandato di Bailey                                 |
| 17      |         | J. Melville Broughton | Democratico                                         | 31 dicembre 1948 | 6 marzo 1949     | 80 · 81                                                                          | 1⁄2                           | Eletto per terminare il mandato di Bailey · 1948 Deceduto                                                                        |
| Vacante | Vacante | Vacante               | Vacante                                             | 6 marzo 1949     | 29 marzo 1949    | 81                                                                               |                               | |
| 18      |         | Frank Graham          | Democratico                                         | 29 marzo 1949    | 27 novembre 1950 | 81                                                                               | 1⁄2                           | Nominato per continuare il mandato di Broughton Non ottenne la ricandidatura per terminare il mandato                            |
| 19      |         | Willis Smith          | Democratico                                         | 27 novembre 1950 | 26 giugno 1953   | 81 · 82 · 83                                                                     | 1⁄2                           | Eletto per terminare il mandato di Graham Deceduto                                                                               |
| Vacante | Vacante | Vacante               | Vacante                                             | 26 giugno 1953   | 10 luglio 1953   | 83                                                                               |                               | |
| 20      |         | Alton A. Lennon       | Democratico                                         | 10 luglio 1953   | 28 novembre 1954 | 83                                                                               | 1⁄2                           | Nominato per continuare il mandato di Broughton Non ottenne la candidatura per terminare il mandato di Broughton                 |
| 21      |         | W. Kerr Scott         | Democratico                                         | 29 novembre 1954 | 16 aprile 1958   | 83 · 84 · 85                                                                     | 1⁄2                           | Eletto per terminare il mandato di Broughton · 1954 Deceduto                                                                     |
| Vacante | Vacante | Vacante               | Vacante                                             | 16 aprile 1958   | 19 aprile 1958   | 85                                                                               |                               | |
| 22      |         | B. Everett Jordan     | Democratico                                         | 19 aprile 1958   | 3 gennaio 1973   | 85 · 86 · 87 · 88 · 89 · 90 · 91 · 92                                            | 2 1⁄2                         | Nominato per terminare il mandato di Scott · Eletto per terminare il mandato di Scott · 1960 · 1966 Non ottenne la ricandidatura |
| 23      |         | Jesse Helms           | Repubblicano                                        | 3 gennaio 1973   | 3 gennaio 2003   | 93 · 94 · 95 · 96 · 97 · 98 · 99 · 100 · 101 · 102 · 103 · 104 · 105 · 106 · 107 | 5                             | 1972 · 1978 · 1984 · 1990 · 1996 Non ricandidatosi                                                                               |
| 24      |         | Elizabeth Dole        | Repubblicano                                        | 3 gennaio 2003   | 3 gennaio 2009   | 108 · 109 · 110                                                                  | 1                             | 2002 Perse la rielezione |
| 25      |         | Kay Hagan             | Democratico                                         | 3 gennaio 2009   | 3 gennaio 2015   | 111 · 112 · 113                                                                  | 1                             | 2008 Perse la rielezione |
| 26      |         | Thom Tillis           | Repubblicano                                        | 3 gennaio 2015   | in carica        | 114 · 115 · 116 · 117 · 118 · 119                                                | 2                             | 2014 · 2020 |

### Classe 3
| N.      | Foto    | Senatore                 | Partito                                       | Carica           | Carica           | Congresso                                                           | Mandati                       | Elezioni                                                                                             |
| N.      | Foto    | Senatore                 | Partito                                       | Inizio           | Termine          | Congresso                                                           | Mandati                       | Elezioni                                                                                             |
| ------- | ------- | ------------------------ | --------------------------------------------- | ---------------- | ---------------- | ------------------------------------------------------------------- | ----------------------------- | --- |
| 1       |         | Benjamin Hawkins         | Pro-amministrazione poi Anti- Amministrazione | 27 novembre 1789 | 3 marzo 1795     | 1 · 2 · 3                                                           | Eletto nel 1789               | |
| 2       |         | Timothy Bloodwort        | Democratico- Repubblicano                     | 4 marzo 1795     | 3 marzo 1801     | 4 · 5 · 6                                                           | 1                             | 1795                                                                                                 |
| 3       |         | David Stone              | Democratico- Repubblicano                     | 4 marzo 1801     | 17 febbraio 1807 | 7 · 8 · 9                                                           | 1⁄2                           | 1800 Dimessosi per diventare giudice della Corte Superiore                                           |
| Vacante | Vacante | Vacante                  | Vacante                                       | 17 febbraio 1807 | 3 marzo 1807     | 9                                                                   |                               | |
| 4       |         | Jesse Franklin           | Democratico- Repubblicano                     | 4 marzo 1807     | 3 marzo 1813     | 10 · 11 · 12                                                        | 1                             | 1806                                                                                                 |
| 5       |         | David Stone              | Democratico- Repubblicano                     | 4 marzo 1813     | 24 dicembre 1814 | 13                                                                  | 1/2                           | Eletto nel 1812 Dimessosi                                                                            |
| Vacante | Vacante | Vacante                  | Vacante                                       | 24 dicembre 1814 | 30 dicembre 1814 | 13                                                                  |                               | |
| 6       |         | Francis Locke Jr.        | Democratico- Repubblicano                     | 30 dicembre 1814 | 5 dicembre 1815  | 14                                                                  | 1⁄2                           | Eletto per terminare il mandato Dimessosi                                                            |
| Vacante | Vacante | Vacante                  | Vacante                                       | 5 dicembre 1815  | 13 dicembre 1815 | 14                                                                  |                               | |
| 7       |         | Nathaniel Macon          | Democratico- Repubblicano poi Jacksoniano     | 13 dicembre 1815 | 14 novembre 1828 | 15 · 16 · 17 · 18 · 19 · 20                                         | 1 1⁄2                         | Eletto per terminare il mandato · 1818 · 1825 Dimessosi                                              |
| Vacante | Vacante | Vacante                  | Vacante                                       | 14 novembre 1828 | 15 dicembre 1828 | 20                                                                  |                               | |
| 8       |         | James Iredell Jr.        | Jacksoniano                                   | 15 dicembre 1828 | 3 marzo 1831     | 21                                                                  | 1⁄2                           | Eletto per terminare il mandato Non ricandidatosi                                                    |
| 9       |         | Willie Mangum            | Jacksoniano poi Anti- Jacksoniano             | 4 marzo 1831     | 19 marzo 1836    | 22 · 23 · 24                                                        | 1⁄2                           | 1830 Dimessosi                                                                                       |
| Vacante | Vacante | Vacante                  | Vacante                                       | 19 marzo 1836    | 5 dicembre 1836  | 24                                                                  |                               | |
| 10      |         | Robert Strange           | Jacksoniano poi Democratico                   | 5 dicembre 1836  | 16 novembre 1840 | 24 · 25 · 26                                                        | 1/2                           | Eletto per terminare il mandato · 1836 Dimessosi per contrasti con l'Assemblea                       |
| Vacante | Vacante | Vacante                  | Vacante                                       | 16 novembre 1840 | 25 novembre 1840 | 26                                                                  |                               | |
| 11      |         | William Alexander Graham | Whig                                          | 25 novembre 1840 | 3 marzo 1843     | 27                                                                  | 1⁄2                           | Eletto per terminare il mandato                                                                      |
| 12      |         | William H. Haywood Jr.   | Democratico                                   | 4 marzo 1843     | 25 luglio 1846   | 28 · 29                                                             | 1⁄2                           | 1843 Dimessosi per contrasti con l'Assemblea                                                         |
| Vacante | Vacante | Vacante                  | Vacante                                       | 25 luglio 1846   | 25 novembre 1846 | 29                                                                  |                               | |
| 13      |         | George Badger            | Whig                                          | 25 novembre 1846 | 3 marzo 1855     | 30 · 31 · 32 · 33                                                   | 1 1⁄2                         | Eletto per terminare il mandato · 1849 Non ricandidatosi                                             |
| 14      |         | Asa Biggs                | Democratico                                   | 4 marzo 1855     | 5 maggio 1858    | 34 · 35                                                             | 1⁄2                           | 1855 Dimessosi per diventare giudice federale                                                        |
| Vacante | Vacante | Vacante                  | Vacante                                       | 5 maggio 1858    | 7 maggio 1858    | 35                                                                  |                               | |
| 15      |         | Thomas Clingman          | Democratico                                   | 7 maggio 1858    | 11 marzo 1861    | 36 · 37                                                             | 1⁄2                           | Eletto per terminare il mandato · 1861 Dimessosi e poi espulso per aver supportato la Confederazione |
| Vacante | Vacante | Vacante                  | Vacante                                       | 11 marzo 1861    | 14 luglio 1868   | 38 · 39                                                             | Guerra civile e Ricostruzione | Guerra civile e Ricostruzione                                                                        |
| 16      |         | John Pool                | Repubblicano                                  | 14 luglio 1868   | 3 marzo 1873     | 40 · 41 · 42                                                        | 1⁄2                           | Eletto per completare il mandato alla riammissione Non ricandidatosi                                 |
| 17      |         | Augustus Merrimon        | Democratico                                   | 4 marzo 1873     | 3 marzo 1879     | 43 · 44 · 45                                                        | 1                             | 1872 Perse la rielezione                                                                             |
| 18      |         | Zebulon Vance            | Democratico                                   | 4 marzo 1879     | 14 aprile 1894   | 46 · 47 · 48 · 49 · 50 · 51 · 52 · 53                               | 2 1⁄2                         | 1879 · 1884 · 1890 Deceduto                                                                          |
| Vacante | Vacante | Vacante                  | Vacante                                       | 14 aprile 1894   | 19 aprile 1894   | 53                                                                  |                               | |
| 19      |         | Thomas J. Jarvis         | Democratico                                   | 19 aprile 1894   | 23 gennaio 1895  | 53                                                                  | 1⁄2                           | Nominato per continuare il mandato Perse l'elezione                                                  |
| 20      |         | Jeter Pritchard          | Repubblicano                                  | 23 gennaio 1895  | 3 marzo 1903     | 53 · 54 · 55 · 56 · 57                                              | 1 1⁄2                         | Eletto per terminare il mandato · 1897 Perse la rielezione                                           |
| 21      |         | Lee S. Overman           | Democratico                                   | 4 marzo 1903     | 13 dicembre 1930 | 58 · 59 · 60 · 61 · 62 · 63 · 64 · 65 · 66 · 67 · 68 · 69 · 70 · 71 | 4 1⁄2                         | 1903 · 1909 · 1914 · 1920 · 1926 Deceduto                                                            |
| 22      |         | Cameron A. Morrison      | Democratico                                   | 13 dicembre 1930 | 4 dicembre 1932  | 71 · 72                                                             | 1⁄3                           | Nominato per continuare il mandato Perse l'elezione                                                  |
| 23      |         | Robert Reynolds          | Democratico                                   | 5 dicembre 1932  | 3 gennaio 1945   | 72 · 73 · 74 · 75 · 76 · 77 · 78                                    | 2                             | Eletto per terminare il mandato · 1932 · 1938 Non ricandidatosi                                      |
| 24      |         | Clyde R. Hoey            | Democratico                                   | 3 gennaio 1945   | 12 maggio 1954   | 79 · 80 · 81 · 82 · 83                                              | 1 1⁄2                         | 1944 · 1950 Deceduto                                                                                 |
| Vacante | Vacante | Vacante                  | Vacante                                       | 12 maggio 1954   | 5 giugno 1954    | 83                                                                  |                               | |
| 25      |         | Sam Ervin                | Democratico                                   | 5 giugno 1954    | 31 dicembre 1974 | 84 · 85 · 86 · 87 · 88 · 89 · 90 · 91 · 92 · 93                     | 3 1⁄2                         | Eletto per terminare il mandato · 1956 · 1962 · 1968 Dimessosi                                       |
| Vacante | Vacante | Vacante                  | Vacante                                       | 31 dicembre 1974 | 3 gennaio 975    | 93                                                                  |                               | |
| 26      |         | Robert B. Morgan         | Democratico                                   | 3 gennaio 1975   | 3 gennaio 1981   | 94 · 95 · 96                                                        | 1                             | 1974 Perse la rielezione                                                                             |
| 27      |         | John P. East             | Repubblicano                                  | 3 gennaio 1981   | 29 giugno 1986   | 97 · 98 · 99                                                        | 1⁄2                           | 1980 Deceduto                                                                                        |
| Vacante | Vacante | Vacante                  | Vacante                                       | 29 giugno 1986   | 14 luglio 1986   | 99                                                                  |                               | |
| 28      |         | James T. Broyhill        | Repubblicano                                  | 14 luglio 1986   | 5 novembre 1986  | 99                                                                  | 1⁄2                           | Nominato per continuare il mandato Perse l'elezione                                                  |
| 29      |         | Terry Sanford            | Democratico                                   | 5 novembre 1986  | 3 gennaio 1992   | 99 · 100 · 101 · 102                                                | 1 1⁄2                         | Eletto per terminare il mandato · 1986                                                               |
| 30      |         | Lauch Faircloth          | Repubblicano                                  | 3 gennaio 1992   | 3 gennaio 1999   | 103 · 104 · 105                                                     | 1                             | 1992 Perse la rielezione                                                                             |
| 31      |         | John Edwards             | Democratico                                   | 3 gennaio 1999   | 3 gennaio 2005   | 106 · 107 · 108                                                     | 1                             | 1998 Candidatosi come Vice-presidente                                                                |
| 32      |         | Richard Burr             | Repubblicano                                  | 3 gennaio 2005   | 3 gennaio 2023   | 109 · 110 · 111 · 112 · 113 · 114 · 115 · 116 · 117                 | 3                             | 2004 · 2010 · 2016 Non ricandidatosi                                                                 |
| 33      |         | Ted Budd                 | Repubblicano                                  | 3 gennaio 2023   | in carica        | 118 · 119 · 120                                                     | 1                             | 2022                                                                                                 |